# Limba guanche
Limba guanche este o limbă limbă berberă dispărută care era vorbită de etnia guanche din Insulele Canare până în secolul al XVII-lea sau eventual mai târziu. A dispărut după cucerirea Insulelor Canare, deoarece grupul etnic Guanche a fost asimilat de cultura dominantă spaniolă. Limba guanche este cunoscută astăzi prin propoziții și cuvinte izolate care au fost înregistrate de geografii timpurii, precum și prin mai multe nume de locuri și cuvinte guanche care au fost reținute în vorbirea de azi a <i>spaniolilor canarieni</i>. 

## Clasificare
Guanche a fost clasificată de lingviștii moderni ca fiind o limbă berberă.    S-au identificat cuvinte berbere cunoscute și numeroase inflexiuni grammaticale ale berberilor. 

## Istorie
Numele guanche se referea inițial la "bărbat din Tenerife ",  și numai ulterior a ajuns să se refere la toți locuitorii nativi ai Insulelor Canare. Diferite dialecte ale limbii au fost rostite în arhipelag. Dintre descoperirile arheologice de pe Canare se numără inscripțiile Libyco-Berber în sculpturi în rocă. 
Prima relatare fiabilă despre limba guanche a fost oferită de exploratorul genovez Nicoloso da Recco în 1341, împreună cu o listă cu numerele 1-16, posibil din Fuerteventura. Relatarea lui Recco dezvăluie un sistem de numărare în baza 10 cu asemănări puternice cu numerele berbere. 
Silbo, inițial o formă fluierată de comunicare în guanche folosită la  distanțe mari, a fost folosit pe La Gomera, El Hierro, Tenerife și Gran Canaria. Pe măsură ce limbajul guanche a dispărut, o versiune spaniolă a Silbo a fost adoptată de unii locuitori ai Insulelor Canare. 

## Numerale
Numerele guanche sunt atestate din mai multe surse, nu întotdeauna în acord (Barrios 1997). Unele discrepanțe se pot datora erorilor de copiere, unele cu diferențe de gen și altele față de împrumuturile arabe în elicitări ulterioare. 
| Numeral | Recco (1341)        | Cairasco (cântec, 1582) | cedeño (circa 1685) | Marín de Cubas (1687, 1694) | Sosa (copie din 1678) | Abreu atribut la 1632) | Reyes (reconstrucția din 1995) | Proto-Berber    |
| ------- | ------------------- | ----------------------- | ------------------- | --------------------------- | --------------------- | ---------------------- | ------------------------------ | --------------- |
| 1       | vait *              | - fi                    | ben, ven-ir-        | deși a fost, ben-ir-        | ben, ben-ir-          | (ben), ben-i-          | * wen                          | * yiwan         |
| 2       | smetti, smatta-     | * smi                   | liin, lin-ir-       | liin, sin-ir- ~ lin-ir-     | lini (sijn)           | lini, lini-            | * sîn                          | * sin           |
| 3       | amelotti, amierat-  | * amat                  | amiet               | amietamat, am-ir-           | amiat (amiet)         | amiat                  | * amiat                        | * karád         |
| 4       | acodetti, acodat-   | * aco                   | arba                | arba                        | arba                  | arba                   | * akod                         | * hakkuz        |
| 5       | simusetti, simusat- | * somus                 | canza ~ canse       | canza                       | cansa                 | canza                  | * sumus                        | * sammus        |
| 6       | sesetti, sesatti-   | ?                       | sumus               | sumui ~ sumus               | sumus                 | smmous                 | * sed                          | * sadis         |
| 7       | Satti               | *a stabilit             | sat                 | sat                         | sat (sá)              | sat                    | * sa                           | * sah           |
| 8       | tamatti             | * Tamo                  | a stabilit          | a stabilit                  | a stabilit            | a stabilit             | * Tam                          | * Tam           |
| 9       | alda-marava, Nait   | ?                       | acet ~ acot         | un pat                      | un pat                | un pat                 | * aldamoraw                    | * tizah ~ tuzah |
| 10      | marava              | * marago                | marago              | marago                      | marago                | marago                 | * maraw ~ maragʷ               | * maraw         |

* Nait, de asemenea , o eroare de copiere aparentă. Similar cu alda-morana pentru * alda-marava *. 
Mai târziu, atestările numerelor 11-19 au fost formate prin legarea cifrei cu zece cu particula -ir : benirmarago, linirmarago etc. 20-90 au fost similare, dar contractate: linago, amiago etc. 100 a fost maraguin, aparent 10 cu pluralul berber - en . Recco înregistra doar 1-16; formele de combinare pentru 11-16, care nu au avut acest -ir-, sunt incluse ca formule cu cratimă în tabelul de mai sus. 
Spaniolă nu distinge [b] de [v] astfel încât a been este în concordanță cu * veen. Berberul feminin se termină în -t, la fel ca în Shilha 1: yan (m), yat (f); 2: păcat (m), snat (f), și acest lucru poate explica discrepanțe precum a fost și vait pentru "unul". 
Cairasco este un cântec greșit de numărare, besmia mat acosomuset tamobenir marago . Ses "6" s-ar fi pierdut în mijlocul somusetului (← * somussesset). 
Începând cu Cedeño, apar rădăcini noi pentru '2' și '9', și rădăcinile noi pentru '4' și '5' ( arba, kansa ) par a fi împrumuturi arabe.